# Azelastina
La azelastina (Alerxy® (enlace roto disponible en Internet Archive; véase el historial, la primera versión y la última).) es un potente y selectivo antihistamínico de segunda generación (Antagonista H1- receptor de la histamina), comercializado por MEDA Pharma. Según el consenso ARIA (Rinitis Alérgica y su Impacto sobre el Asma) se recomienda el tratamiento con antihistamínicos intra nasales como primera línea de acción para la rinitis leve intermitente, moderada a grave intermitente y leve persistente (nuevo sistema de clasificación de la rinitis).
El nombre químico de la azelastina es (±)-1- (2H)-phthalazinona: 4-[(4-clorofenil) metil]- 2- (hexahidro-1-metil-1H-azepin-4-il)-monohidroclorado. Es una sustancia blanca, sin olor y con sabor amargo.

La azelastina ha sido formulada como spray nasal (soluciones de 0.1% y 0.15%) y colirio (solución 0.05%). El spray nasal ha sido aprobado en más de 60 países y es comercializado con diferentes marcas incluidas Alerxy® (enlace roto disponible en Internet Archive; véase el historial, la primera versión y la última). en Colombia, Afluon® en España, Allergodil® en el resto de Europa, Rhinolast® en el Reino Unido y Astelin®/Astepro® en EU. El colirio ha sido lanzado en más de 30 países incluido España (Afluon), Reino Unido (Optilast®) y en EE.UU (Optivar®). El spray nasal y el colirio están disponible sin receta médica solo en algunos países.

## Indicaciones
Azelastina Spray Nasal está indicada para el tratamiento local de los síntomas de la rinitis alérgica estacional y rinitis alérgica perenne, como rinorrea, estornudos y prurito nasal en adultos y niños a partir de 5 años.
En algunos países, está indicada para el tratamiento de la rinitis vasomotora en adultos y niños mayores de 12 años(2). Azelastina Colirio está indicada para el tratamiento local de la conjuntivitis alérgica estacional y perenne.

## Dosis

### Azelastina Spray Nasal
Azelastina Spray Nasal ofrece flexibilidad en la posología. Para adultos y niños ≥ 12 años la dosis recomendada es de 1 o 2 aplicaciones en cada fosa nasal 2 veces al día.
Una aplicación en cada fosa nasal 2 veces al día es efectiva y tiene un perfil de tolerabilidad mejorado respeto a las 2 aplicaciones en pacientes con rinitis alérgica estacional de moderada a grave.
Para niños con edades entre los 5 y 11 años la dosis recomendada es de 1a plicación en cada fosa nasal 2 veces al día.
Como la azelastina comienza a actuar a los 15 minutos de aplicación, se puede usar según sea necesario, como y cuando aparezcan los síntomas (cuando sea necesario).
El uso de azelastina spray nasal, cuando sea necesario, genera resultados aceptables para el control de los síntomas de la rinitis, aunque esto no reduzca considerablemente la inflamación alérgica que se observa con las dosis fijas de 0.28 y 0.57 mg/día.

### Azelastina Colirio
La dosis normal de azelastina colirio para adultos y niños (≥ 4 años) es de una gota en cada ojo dos veces al día. Se puede aumentar a 4 veces al día si fuese necesario.

## Farmacocinética y metabolismo
La biodisponibilidad sistémica de la azelastina es aproximadamente del 40% cuando se administra intranasalmente. Las concentraciones plasmáticas máximas son observadas a las 2-3 horas. La vida media de eliminación, el volumen medio de distribución en estado estacionario y la depuración del plasma son 22 horas, 14,5 L/Kg y 0.5 L/h/Kg respectivamente (datos basados en intravenosos y administración oral). La azelastina es metabolizada por un proceso oxidativo por la familia del citocromo P450 en un metabolito activo, desmetilazelastina, y 2 ácidos carboxílicos metabolitos inactivos. Aproximadamente el 75% de la dosis oral es excretada en la heces. La farmacocinética de la administración oral de azelastina no está afectada por la edad, sexo o por una alteración hepática.

## Modo de acción
La azelastina tiene un modo triple de acción:
1. Efecto Antihistamínico
2. Efecto estabilizador de los mastocitos, y
3. Efecto antiinflamatorio

La azelastina tiene un inicio rápido de acción; 15 minutos con el spray nasal. y 3 minutos con el colirio. Los efectos duran 12 horas
.

## Eficacia clínica

### Azelastina Spray Nasal
La eficacia de la azelastina spray nasal ha sido confirmada para el tratamiento de la rinitis alérgica y rinitis vasomotora.
Los datos de 4.364 pacientes revelaron que después de 2 semanas de tratamiento solo con azelastina spray nasal, el 78% de los pacientes con rinitis vasomotora informaron de un control completo o parcial de los síntomas del goteo post-nasal y el 90% de los pacientes con rinitis alérgica estacional de un control completo o parcial de sus estornudos. Además, más del 85% de los pacientes informaron de una mejora en el sueño así como una reducción de las alteraciones en las actividades de día. Ambas dosis de azelastina spray nasal actualmente disponibles (0.1% y 0.15%) han mostrado una considerable mejora en los síntomas nasales asociados a la rinitis alérgica estacional.

#### Azelastina vs Antihistamínicos orales
La azelastina spray nasal tiene un inicio de acción más rápido y es más efectivo que los antihistamínicos orales como la desloratadina o la ceritizina en el tratamiento de la rinitis alérgica.
Es también efectivo en aquellos pacientes en los anteriormente ha fallado el tratamiento con antihistamínicos orales.
La azelastina alivia los síntomas de la congestión nasal en mayor proporción que los antihistamínicos orales, una importante observación ya que es un síntoma fastidioso para los afectados por la rinitis, y los antihistamínicos de segunda generación tradicionales muestran una baja actividad descongestiva.

#### Azelastina vs corticosteroides intranasales
Azelastina spray nasal ha mostrado una eficacia comparable con el corticosteroide intranasal propionato de fluticasona mejorando la calidad de vida de los pacientes y en los síntomas de la rinitis, y es mejor que la budesonida intranasal en los síntomas de la rinorrea en pacientes con rinitis alérgica perenne.
Se observan efectos aditivos cuando la fluticasona y la azelastina se co-administran.
Aunque la azelastina presenta un efecto antiinflamatorio más débil que los corticosteroides, ésta tiene un inicio de acción significativamente más rápido.
Los corticosteroides requieren días o incluso semanas para producir el máximo beneficio.

#### Azelastina vs Antagonistas de los leucotrienos
Una revisión compara los efectos de la azelastina y receptor antagonista de leucotrienos en el tratamiento de la rinitis alérgica perenne se mostraron en términos de la Rhinitis Severity Score, azelastina tiene los mejores resultados en el alivio de los síntomas de la rinitis alérgica. Los efectos de la azelastina son mayores que los de montelukast para la reducción de la rinorrea. Sin embargo, montelukast sistémico, como era de esperar, siempre mejora los síntomas lejanos de la cavidad nasal como el picor de los ojos y el picor de la garganta/paladar.

#### Azelastina vs otros antihistamínos intranasales
Azelastina spray nasal (1.12 mg, 2 pulverizaciones 2 veces al día) es más eficaz que Levocabastina intranasal (0.4 mg, 2 pulverizaciones 2 veces al día) en la reducción de los síntomas de la mañana y la tarde en pacientes con rinitis alérgica estacional.
La eficacia global, clasificada tanto por pacientes como por los médicos, también favoreció a azelastina sobre levocabastina spray nasal. Comparado con antihistamínicos intranasales más recientes, los efectos de los azelastina (0.1 %) eran comparables con los de olopatadina (0.6 %) en la supresión de síntomas nasales en pacientes con rinitis alérgica estaciona. El promedio de reducción de los síntomas nasales totales era del 29.9% para azelastina y del 26.8% para olopatadina.
Olopatadina no está indicado para el tratamiento de la rinitis vasomotora. En un modelo de provocación alergénica nasal la azelastina (0.1%) y la olopatadina (0.1%) inhibieron la liberación de lisocima en un grado similar, y a una concentración más alta de 0.2%, olopatadina también inhibió la liberación de histamina y albúmina.
Sin embargo, otros estudios han demostrado que en una base equimolar, azelastina es un inhibidor más potente de liberación de citoquinas (interleukin 6 tryptasa) de mastocitos humanos.

#### Azelastina Colirio
Azelastina colirio es efectivo y bien tolerado a una concentración de 0.05% para el tratamiento de los síntomas de la conjuntivitis alérgica estacional, tal como picor, lagrimeo y enrojecimiento conjuntival tanto en adultos y niños (4 a 12 años).
Las gotas empiezan a hacer efecto a los 3 minutos y duran hasta 8 a 10 horas. Azelastina colirio en combinación con azelastina spray nasal son seguros y efectivos para el tratamiento de la rinoconjuntivitis grave estacional.
Dos veces al día azelastina tópico (0.05%) es al menos tan eficaz como levocabastina colirio o como el cromoglicato sódico agente estabilizante de los matocitos (4 veces al día) en el mejoramiento del picor y rojez conjuntival en pacientes con conjuntivitis alérgica, pero con un inicio del efecto ligeramente más rápido.
El resultado de un estudio con un modelo de alérgeno conjuntival demostró que tanto olopatadina (0.1%) como azelastina (0.05%) son significativamente más efectivas que el placebo en la reducción del picor conjuntival.

## Seguridad y tolerabilidad
La azelastina es segura y bien tolerada tanto en adultos como en niños (≥ 12 años) con rinitis alérgica.
Gusto amargo, epistaxis e irritación nasal son algunas de las reacciones adversas más frecuentes. En EE.UU advierten contra el empleo simultáneo de alcohol y/o otros supresores del sistema nervioso central, pero hasta el momento no hay ningún estudio que evalúe los efectos de azelastina spray nasal sobre el SNC de los pacientes. Estudios más recientes han demostrado los grados de somnolencia (aprox. 2%) comparado con el tratamiento con placebo. El gusto amargo se puede reducir con el uso incorrecto del spray nasal (por ejemplo, inclinar ligeramente la cabeza hacia adelante y no inhalar profundamente la medicación).